# Андрей Власенко
Андрей Власенко (рус. Андрей Романович Власенко) е руски агроном и изобретател, известен с изобретяването на първия зърнокомбайн, задвижван от конска тяга.

## Биография
Роден е около 1840 г. в Могилевска губерния, Руска империя. Изобретателя, завършва Гори-Горецкото селскостопанското училище през 1865-та година. След завършване на образованието си, управлява имение в Тверска губерния. През юли 1868 г. Власенко изобретява и конструира първия в света механизиран зърнокомбайн, задвижван от конска сила. Изобретението е съставено от: гребен за отрязване на класове, вършачка и кофен транспортьор за подаване на зърнената маса към вършачния барабан, каголям дървен бункер – сандък за събиране овършеното зърно.

## Семейство
Андрей Власенко, заедно със съпругата си Екатерина имат две дъщери – Надежда и Вера. Един от внуците му Александр Андреевич Рихтер е известен руски ботаник.